# Берни, Томмазо
Томмазо Берни (итал. Tommaso Berni; 6 марта 1983, Флоренция) — итальянский футболист, вратарь.

## Карьера
Томмазо Берни — воспитанник клуба «Фиорентина», откуда он в юном возрасте перешёл в «Интернационале». Там Берни выступал за молодёжный состав клуба, в составе которого участвовал в 2001 году в турнире Вияреджо. В том же году Берни уехал в Англию, где выступал за молодёжный состав «Уимблдона». Трансфер обошёлся англичанам в 300 тыс. евро. В 2003 году Берни перешёл в «Тернану». Там он выступал 3 года, два из которых являлся основным голкипером команды. После вылета клуба в серию С1, Берни принял решение покинуть «Тернану».
Летом 2006 года он перешёл в «Лацио», который выкупил половину прав на футболиста. Зимой 2007 года «Лацио» выкупил оставшуюся часть прав на футболиста за 1,5 млн евро. Берни дебютировал в составе «бьянкоселести» 20 мая 2007 года в матче с «Пармой»; игра завершилась вничью 0:0. Столь поздний дебют объясняется тем, что в «Лацио» Берни был лишь третьим вратарём команды, после Перуцци и Баллотты.
2 февраля 2009 года Берни на правах аренды перешёл в «Лацио», будучи вновь третьим, после Баллотты и Муслеры. В «Салернитане» Берни стал основным голкипером команды, заменив в воротах Сальваторе Пинью. В 2009 году Берни вернулся в «Лацио» и провёл 1 матч за клуб, 27 февраля 2010 года с «Фиорентиной».

## Достижения
- Обладатель Суперкубка Италии: 2009